# Parco nazionale Padjelanta
Il parco nazionale Padjelanta è un parco nazionale della Svezia, nella contea di Norrbotten. Occupa una superficie di 198.400 ha.
Dal 1967 è insignito del Diploma europeo delle aree protette.

## Provvedimenti istitutivi
È stato istituito nel 1962 e come il parco nazionale Sarek, il parco nazionale Muddus e il parco nazionale Stora Sjöfallet, il parco nazionale Padjelanta fa parte dell'area lappone, nella regione della Lapponia svedese, definita Patrimonio dell'umanità dell'UNESCO nel 1996.